# Semaeopus purpureoplaga
Semaeopus purpureoplaga là một loài bướm đêm trong họ Geometridae.